# Campanularia certidens
Campanularia certidens is een hydroïdpoliep uit de familie Campanulariidae. De poliep komt uit het geslacht Campanularia. Campanularia certidens werd in 1947 voor het eerst wetenschappelijk beschreven door Fraser. 